# Mycena kentingensis
Mycena kentingensis é uma espécie de cogumelo da família Mycenaceae, encontrado em Taiwan.